# さすらいの女弁護士 山岸晶
『さすらいの女弁護士 山岸晶』（さすらいのおんなべんごし やまぎしあきら）は、2010年7月24日にテレビ朝日系「土曜ワイド劇場」で放送されたテレビドラマ。サブタイトルは「〜美人妻に美人秘書！カリスマシェフに絡む女たちの悲しき運命！豪邸火災に仕組まれた巨額の遺産をめぐる陰謀を暴け！」。視聴率は9.9%。
主演は南野陽子で、「土曜ワイド劇場」の初主演となる。

## キャスト
山岸 晶
演 - 南野陽子
弁護士不足にあえぐ地方に出向いて仕事を遂行する、さすらいの出張弁護士。成功報酬制で、「報酬は実費以外に成功報酬の50％、雇用事務所は一方的解雇はできない」という自分のスタイルを守って仕事を遂行する。かつては大手法律事務所で勤務弁護士として働いていたが、離婚慰謝料の案件をきっかけに｢大きな案件は人材と時間を惜しみなく、小さな案件は短時間に｣という効率優先の仕事に疑問を持ち、恩師の黒沢の奨めで出張弁護士に転身する。｢弁護士として必要とされる場所で依頼人と向き合う仕事を｣が信条である。
水野 透
演 - 賀集利樹
「真島法律事務所」に所属する弁護士。愛車はシルバーのアクセラセダン。
真島 博之
演 - 長谷川初範
山梨県甲府市で弁護士事務所「真島法律事務所」を営む。
新倉 花子
演 - 鈴木美恵
「真島法律事務所」の事務員。
橘 美紗子
演 - 高橋ひとみ
新進気鋭のフードコーディネーター。橘雄一郎の妻。夫が焼死した火事に、外出していたために難を逃れる。雄一郎とは1年前に結婚。巨額の遺産相続に疑惑の目を向けられる。
鈴木 結衣（佐々木芳江）
演 - 映美くらら
雄一郎の秘書。
橘 雄一郎
演 - 前田昌明
有名フレンチシェフ。河口湖半の自宅で焼死。メニュー開発の途中、火の不始末が死因とされている。
橘 亮一
演 - 金山一彦
橘雄一郎の長男。先妻との子。
橘 和哉
演 - RIKIYA
橘雄一郎の次男。先妻との子。
橘 百合
演 - 吉井有子
橘雄一郎の長女。先妻との子。
橘 誠司
演 - 伊東孝明
橘百合の夫。
菅原 秀俊
演 - 草川祐馬
橘家の弁護士。
平 淑子
演 - 上岡紘子
桜井マネージャー
演 - 阪田マサノブ
佳子
演 - 木内あきら
山岸晶がかつて大手法律事務所で働いていた時の依頼者。
神谷（警部）
演 - 徳井優
黒沢
演 - 中尾彬
東京の「黒沢法科大学院」理事長。一方で山岸晶の恩師である事からエージェントを務め、常時100件の依頼を受けている。晶の腕を高く評価し、出張弁護に転身させた人物。

## スタッフ
- プロデューサー - 深沢義啓（ABC）、安井一成（ABC）、志村彰（The icon）、高橋史典（The icon）
- 脚本 - 松本美弥子
- 撮影 - 栗林克夫
- 照明 - 板垣賢三
- VE - 藤森寛明
- 録音 - 福部博国
- 編集 - 河原弘志
- ライン編集 - 河野文香
- 選曲 - 田中俊
- 効果 - 橋本正二
- MA - 山本逸美
- 美術進行 - 森田智弘
- 装飾 - 百瀬貴弥
- 衣裳 - 山子美鈴
- スタイリスト - 阪本幸恵
- 持道具 - 安岡京子
- ヘアメイク - 井出奈津子
- 法律監修 - 久島和夫
- VFX - 岩田勝巳、金元省吾
- フードコーディネーター - 高橋ゆうみ
- 技術協力 - テイクシステムズ
- 美術協力 - フジアール
- 編集・MA - 映広
- 音楽協力 - 株式会社テレビ朝日ミュージック
- 番組宣伝 - 中原秀一郎（ABC）、荒木拓人（ABC）
- スチール - 江尻千世子
- 車輌 - フェネック
- 助監督 - 水村秀雄
- 制作担当 - 大内裕
- 記録 - 加藤彩
- プロデューサー補 - 逆井かおり
- 制作デスク - 小野塚睦美
- 監督 - 日比野朗
- 制作 - ABC、The icon

## 備考
- 山陰中央テレビでは2010年8月7日の13:00〜14:55の「TSKワイド劇場」枠で放送された[2]。